# Моторошні пригоди Сабріни (комікс)
«Моторошні пригоди Сабріни» (англ. «Chilling Adventures of Sabrina») — американська комікс-серія, яка публікується Archie Horror, імпринтом Archie Comics, починаючи з 2014 року. Серія присвячена Сабріні Спелман у часи її підліткових років у 1960-х роках, з флешбеками в 1950-х роках. Ця серія є похмурішим поглядом на персонажів і історії Sabrina the Teenage Witch (укр. Сабріна — юна відьма). Сценарій пише Роберто Аґіре-Сакаса, з малюнком від Роберта Гака, та натхненням з появи Сабріни в Аґіре-Сакаса іншій серії Archie — Afterlife with Archie (укр. Загробне життя з Арчі).

## Історія публікації
Через позитивне прийняття випуску Afterlife with Archie #6 (укр. Загробне життя з Арчі #6), що концентрується на Сабріні, персональна серія з нею в головній ролі була анонсована в червні 2014 року. Перший випуск вийшов у жовтні 2014 року. Серія пішла на шестимісячну перерву, та повернулась у квітні 2015 року від нового імпринту — Archie Horror.
Хоч дві серії й описуються як «супутні серії» й діляться декількома персонажами, проте кожна з них перебуває у своїй власній реальності та не зв'язана один з одним. У випуску #8, Сабріна отримує видіння з Afterlife with Archie та бачить альтернативну версію себе та Джагхеда Джонса, припускаючи, що існує якийсь зв'язок між двома реальностями.

## Синопсис

### Книга перша:Сувора випроба
Є дівчатка, які ходять до школи й зустрічаються з однокласниками. Є відьми, які займаються темною магією і чаклунством. А є Сабріна Спелман. І вона одночасно займається і тим, і іншим. Чи так можна? Ні. Чи це небезпечно? Однозначно. Чи зможе Сабріна викрутитись? Можливо. Хоча це буде непросто, враховуючи, що найтемніші сили цього і всіх відомих і невідомих нам світів вже полюють на неї.
У збірку/сюжетну арку входять випуски #1–5.

### Книга друга:Війна чаклунів
Батько Сабріни, Едвард Спелман, таємничим чином повернувся до життя, обернувшись у воскреслого Гарві. Гільда і Зельда попереджають Сабріну про наслідки некромантії, але Сабріна захищає «Гарві» навіть всупереч їх спробі відправити його назад у могилу. Едвард починає задаватися питанням, хто міг би допомогти Сабріні займатися такою потужною магією.
У збірку/сюжетну арку входять випуски #6–.

## Персонажі
- Сабріна Спелман — підліток-напівкровка, яка живе в місті Ґріндейл зі своїми тітками, кузеном Емброузом і її фамільяром Сейлемом. Без відомості Сабріни, коли їй був всього рік, її тітки забрали її у своєї матері, Діани, зі схвалення батька Сабріни, Едварда. Сабріні сказали, що її мати померла, і вона не бачила свого батька відколи була маленькою. У той час як Сабріна вчиться чаклунству у будинку своїх тіточок, вона живе відносно нормальним життям на публіці як вболівальниця й учениця середньої школи Бакстер. Ніхто, включаючи її хлопця Гарві, не знає, що вона відьма.
- Гільда Спелман[en] — тітка-відьма Сабріни й опікун. Вона більш терпляча, ніж Зельда, хоча обидві є суворими послідовницями закону відьом і Церкви Ночі.
- Зельда Спелман[en] — інша тітка-відьма Сабріни й опікун. Вона більш прагматична, ніж Гільда, хоча вони обидві зрештою хочуть кращого для своєї племінниці, попри приховування правди про її батьків.
- Ліліт — раніше знана як Іола, подруга відьми Едварда, яку він залишив для Діани. Убита горем через те, що він віддав перевагу смертній, Іола наклала на себе руки й опинилася в ямах Ґеєнни, у місці відведеному в колі пекла для самогубців, де вона залишалася безликою, поки її випадково не звільнили дві відьми-любительки. Отримавши нове обличчя, вона спалює дерево, яке уклало Едварда і виліковує Діану від божевілля, яке він заподіяв їй, але залишає її нездатною покинути психіатричний заклад. Дізнавшись про існування їх дочки, вона вирушає у Ґріндейл, де стає вчителькою в школі Бакстер як «Еванджеліна Портер», де вона може стежити за Сабріною і продовжувати свою помсту проти сім'ї Спелман.
- Емброуз Спелман — двоюрідний брат Сабріни, який живе з нею і її тітками. Через покарання ради відьом за те, що він відкрив себе смертним, він не може покинути будинок Спелмана. У нього є два фамільяри-кобри, Наґ і Наґайна.
- Гарві Кінкл — футболіст і однокурсник в середній школі Бакстер. Він — друг Сабріни, але не знає, що вона та її тітки це відьми. Після того, як він був наставлений Мадам Сатаною, він встигає виявити їх справжню природу, але був убитий іншими відьмами. Едвард пізніше воскрес в тілі Гарві, хоча Сабріна про це не знає.
- Сейлем[en] — фамільяр Сабріни, який часто виступає в ролі голосу розуму. Спочатку як людина на ім'я Семюель, він був перетворений в кота в покарання відьмами села Сейлем за те, що запліднив відьму на ім'я Абіґейл (не знаючи, що вона відьма) і відмовився одружитися з нею. У якийсь момент, перебуваючи котом, він спробував ввести в дію Книгу одкровення. Його подарували Сабріні її тітки, і сам Диявол передбачив, що якщо він виконає свій обов'язок і захистить її, то зможе знову стати людиною.

У серії також згадуються і представлені вигадані версії численних реальних фігур, а саме Редьярд Кіплінг, Енн-Марґрет, Алістер Кроулі, Джайлс Кору, Джон, Бенджамін, Вільям і Елізабет Проктор, Абіґейл Вільямс, Преподобний Перріс, Мерсі Льюїс, Соркар і Луї Альфонс Констант.
Також з'являються вигадані персонажі з інших ЗМІ, такі як Мартін Кослоу, Міс Ловетт, Ріккі-Тіккі-Таві, Стівен Маркато і три відьми. До демонологічних фігур відносяться Бафомет, Ян-Гант-і-Тан, Волак, Вельзевул, Фурфур, Цербер, Баал, Емпуза і Столас.
На додаток до Бетті й Вероніки, кілька інших персонажів з коміксів Archie з'являються ненадовго, включаючи Арчі Ендрюса, Джагеда Джонса, Чака Клейтона, Реджі Мантла, Ділтона Дойлі, Містера Везербі, Ненсі Вудс, Гот-Дог і Поп Тейт.

## Критика
Тиражі перших двох випусків були повністю розпродані. Comic Book Resources назвав це «надзвичайно успішним маленький жах суб-імпринт» і «що Аґіре-Сакаса і Гак створили горор-комікс, який буде добре працювати, навіть як би він не був прив'язаний до знаменитої Сабріни» В той час як The Mary Sue повідомляє, що комікс був «освіжаючою зміною темпу для історії, яку ми вже знаємо.» IGN дав першому випуску 8.9/10 назвавши це «щось, що шанувальники загробного життя і жахів бажатимуть купувати далі й далі.» Comics Alliance назвав його «досить неймовірним досягненням», заявивши, що «в той час, як ми отримуємо якісь комікси з фантастичними жахами — Сабріна може бути найкращим представником таких.»

## Цікаві факти
Випуск #1
- Кузен Амброуз згадує співачок Діонн Ворвік, Барбару Стрейзанд та співака Роя Орбісона, коли він співає разом свій хіт «Oh, Pretty Woman». Також у кімнаті Сабріни є плакати Елвіса, Боба Ділана і The Beatles.
- Оскільки Амброуз припускає, що Сабріна використовує заклинання гламуру, він каже, що вона може виглядати як Мерилін Монро або Жаклін Кеннеді. У відповідь Джекі Сабріна каже: «Це ще більш нешанобливо! Бідна місіс Кеннеді, мені й досі сняться кошмарами». Йдеться про вбивство її чоловіка президента Джона Ф. Кеннеді.
- Коли Амброуз пропонує вигнати Розалінду «на кукурудзяне поле», це посилання на епізод серіалу «Сутінкова зона» з назвою «Це хороше життя».
- Кінець цього випуску містить повторення найпершої історії Сабріни з випуску Archie's Madhouse #22[en] (укр. Божевільний будинок Арчі #22).

## Колекційні видання
- Chilling Adventures of Sabrina, Vol. 1: The Crucible. Обкладинка; містить Chilling Adventures of Sabrina #1-5; 160 стр; 16 серпня 2016; ISBN 9781627389877.
- Chilling Adventures of Sabrina, Vol. 2. Обкладинка; містить Chilling Adventures of Sabrina #6-; 176 стр; 31 грудня 2019; ISBN 9781627388030.

#### Переклад українською
У лютому 2019 року Ukrainian Assembly Comix (UAComix) презентувало імпринт Other Comix, дебютом якого стане комікс Моторошні пригоди Сабріни. Книга перша, на який одразу було відкрито передзамовлення в магазині Ukrainian Assembly Comix. 5 квітня видавництво, через сторінку UAComix, повідомило, що «спеціально до прем'єри другого сезону серіалу »Моторошні пригоди Сабріни", який виходить сьогодні (5 квітня 2019 року), видавництво UAComix підготувало для передзамовників коміксу «Сабріна» бонусні карти Таро з авторським малюнком від художника Костас Пантулас (грец. Kostas Pantoulas)". 27 травня видавництво вибачилось за затримку коміксу, обумовлюючи її «об'єктивними причинами», нова дата — кінець червня 2019, а також анонсувало, що передзамовники отримають ще один бонус. 11 травня UAComix відвідало Київський Фестиваль Коміксів 2 де PlayUA взяло інтерв'ю у засновника видавництва, в інтерв'ю поговорили про плани на випуск коміксу, плани на майбутнє та про сам комікс. Проте запланований випуск коміксу у червні так і не відбувся. На початку вересня на сторінці передзамовлення з'явилась інформацію про закінчення передзамовлень 10 вересня. Розсилка передзамовлень та старт продажів заплановано на 22 вересня.
- Моторошні пригоди Сабріни. Книга перша; Other Comix. Палітурка; містить Chilling Adventures of Sabrina #1-5; 160 стр; 21 вересня 2019; ISBN 978-966-97733-5-7.

## Телевізійна адаптація
У вересні 2017 року, повідомлялося, що живий-дія телевізійного серіалу розроблявся для The CW на Warner Bros. Television і Виробництво Берланті, з запланованим випуском у 2018—2019 телевізійний сезон. Заснована на серії коміксів з Archie Comics персонаж Сабріна з Sabrina the Teenage Witch (укр. Сабріна відьма-підліток), серіал стане супутником серіалу «Рівердейл». Лі Толанд Кріґер зняв пілот, який написав Роберто Аґіре-Сакаса. Обидва є виконавчими продюсерами разом з Ґреґом Берланті, Сарою Шечтер, і Джоном Ґолдвотером. У грудні 2017 року, проєкт переїхав на Netflix з неанонсованою датою випуску. Два сезону, які містять десять серій в кожному, були замовлені потоковим сервісом. Знімання першого сезону почали 19 березня 2018 року. Очікується, що це знімання пройде спільно зі зніманням другого сезону.
У січні 2018 року було оголошено, що Кірнан Шипка була підписана, щоб виконати головну роль — Сабріну Спелман, і президент The CW Марк Педовіц, зазначив, що «в даний момент немає обговорення про перетин» з серіалом «Рівердейл» від The CW. Протягом лютого та середини березня 2018 року, решта ролей серіалу отримала виконавців: Джаз Сінклер, як Розалінда Вокер; Мішель Ґомес, як Мері Вардвелл / Мадам Сатана; Ченс Пердомо як Емброуз Спелман; Люсі Девіс, як Гільда Спелман; Міранда Отто як Зельда Спелман; Річард Койл, як батько Чорнолісся; Росс Лінч як Гарві Кінкл; і Таті Ґабріель як Пруданц. Перший сезон «Моторошних пригод Сабріни» вийшов на Netflix 26 жовтня 2018. Друга частина шоу на Netflix почалась 5 квітня 2019 року.